# Campeonato Mundial de Patinaje Artístico sobre Hielo de 1933
El XXXI Campeonato Mundial de Patinaje Artístico se realizó en Zúrich (concurso masculino) entre el 18 y el 19 de febrero y en Estocolmo (concurso femenino y por parejas) entre el 11 y el 12 de febrero de 1933 bajo la organización de la Unión Internacional de Patinaje sobre Hielo (ISU), la Federación Suiza de Patinaje sobre Hielo y la Federación Sueca de Patinaje sobre Hielo. 

## Resultados

### Masculino
| Puesto | Nombre          | País      | Puntos |
| ------ | --------------- | --------- | ------ |
| Oro    | Karl Schäfer    | Austria   | 7      |
| Plata  | Ernst Baier     | Alemania  | 11     |
| Bronce | Markus Nikkanen | Finlandia | 17     |

### Femenino
| Puesto | Nombre           | País    | Puntos |
| ------ | ---------------- | ------- | ------ |
| Oro    | Sonja Henie      | Noruega | 5      |
| Plata  | Vivi-Anne Hultén | Suecia  | 14     |
| Bronce | Hilde Holovsky   | Austria | 15     |

### Parejas
| Puesto | Nombre                             | País           | Puntos |
| ------ | ---------------------------------- | -------------- | ------ |
| Oro    | Emilia Rotter / László Szollás     | Hungría        | 7      |
| Plata  | Idi Papez / Karl Zwack             | Austria        | 8      |
| Bronce | Randi Bakke / Christen Christensen | Estados Unidos | 18     |

## Medallero
| Núm. | País           | Oro | Plata | Bronce | Total |
| ---- | -------------- | --- | ----- | ------ | ----- |
| 1    | Austria        | 1   | 1     | 1      | 3     |
| 2    | Hungría        | 1   | 0     | 0      | 1     |
| 2    | Noruega        | 1   | 0     | 0      | 1     |
| 4    | Alemania       | 0   | 1     | 0      | 1     |
| 4    | Suecia         | 0   | 1     | 0      | 1     |
| 6    | Estados Unidos | 0   | 0     | 1      | 1     |
| 6    | Finlandia      | 0   | 0     | 1      | 1     |
|      | TOTAL          | 3   | 3     | 3      | 9     |

| Predecesor: Canadá 1932 | Campeonato Mundial de Patinaje Artístico sobre Hielo 1933 | Sucesor: Canadá 1934 |

- Datos: Q670806
- Multimedia: 1933 World Figure Skating Championships / Q670806